# Credarola
Credarola è una frazione del comune di Bardi, in provincia di Parma.
La località dista 4,66 km dal capoluogo.

## Geografia fisica
La frazione appenninica di Credarola sorge sulla sponda sinistra del torrente Toncina, a poca distanza dalla sua confluenza nel Ceno.

## Storia
Il territorio di Credarola risultava abitato già in epoca romana, come testimoniato dal rinvenimento nel XIX secolo di una tegola incisa con le parole Q. GEMINI in un campo nei pressi della chiesa.
Nell'881 il re d'Italia Carlo il Grosso donò all'abate del monastero di Sant'Ambrogio di Milano, già feudatario del borgo di Cereseto, la chiesa di Sant'Ambrogio e 100 mansi di terre annesse, comprendenti gli abitati Sidolo, Credarola e Scopolo.
In seguito la zona passò sotto il controllo dei religiosi del monastero di San Sisto di Piacenza; la cappella di Credarola fu edificata in epoca imprecisata, ma probabilmente quando ancora il territorio dipendeva dal monastero di Sant'Ambrogio.
L'abitato si sviluppò successivamente intorno a due distinti nuclei a nord e sud del luogo di culto, denominati rispettivamente Credarola e Granelli.
In seguito all'abolizione dei diritti feudali sancita da Napoleone per il ducato di Parma e Piacenza nel 1805, Credarola divenne frazione del nuovo comune (o mairie) di Bardi.

## Monumenti e luoghi d'interesse

### Chiesa di San Lorenzo Martire

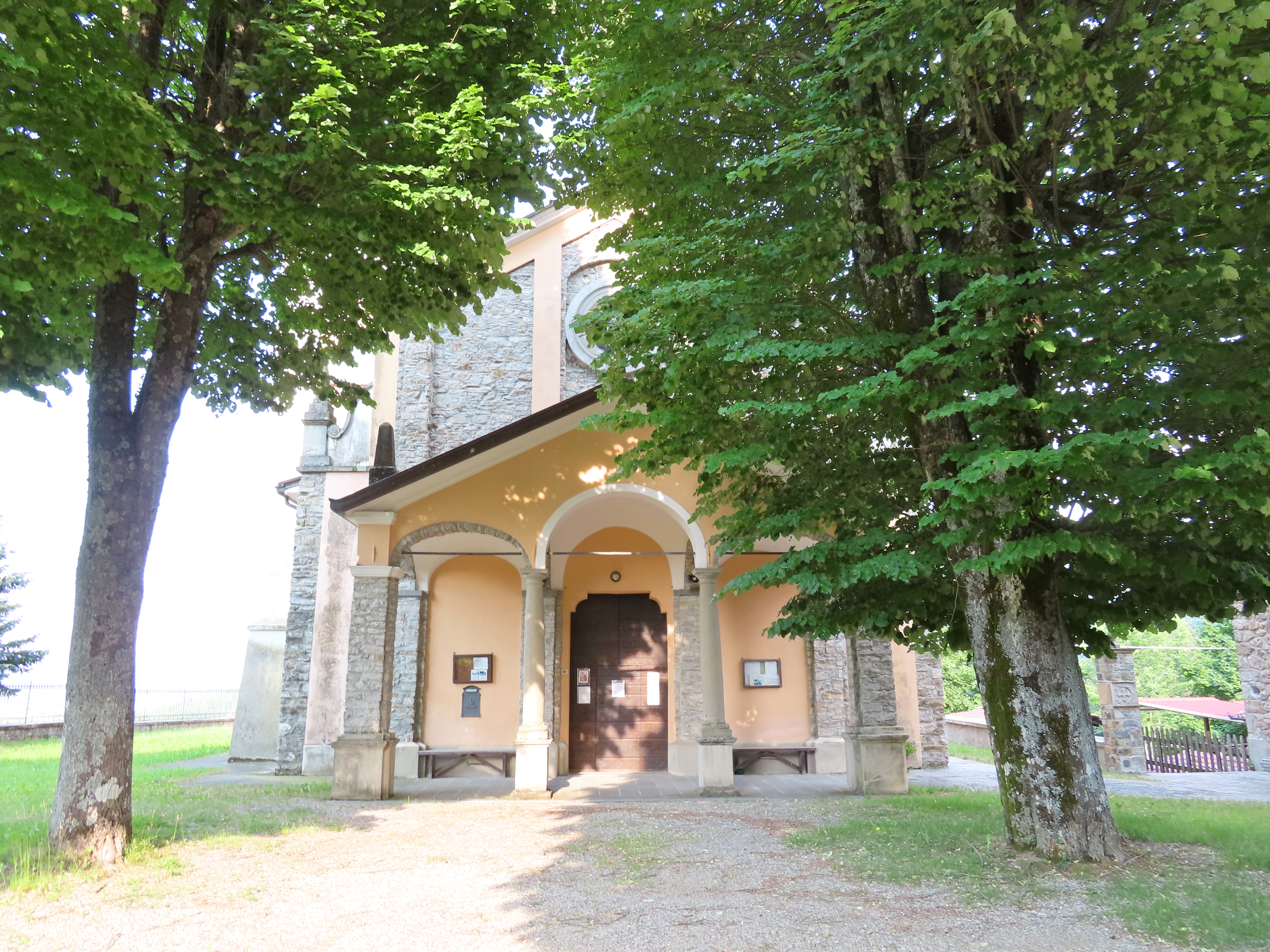
Chiesa di San Lorenzo Martire

Dipendente originariamente dal monastero di Sant'Ambrogio di Milano, la cappella, menzionata per la prima volta nel 1188, era inizialmente dedicata a san Giorgio e soltanto nel XVIII fu ribattezzata a san Lorenzo Martire; ricostruita in forme neoclassiche nel XIX secolo, fu restaurata a più riprese tra il 1958 e il 1974, quando furono anche realizzate le decorazioni dell'aula. Il luogo di culto, caratterizzato dalla facciata a salienti preceduta da un esonartece a tre arcate, è internamente ornata con lesene doriche e affreschi sulle volte a botte della navata, del presbiterio absidato e delle cinque cappelle laterali; l'edificio conserva alcuni antichi dipinti e un credenzone ligneo intagliato nel 1777 probabilmente da Romolo Campanini.